# Abodrites
Les Abodrites, Obodrites ou Obotrites sont un peuple slave établi au VIe siècle dans les régions connues aujourd'hui sous le nom de Holstein et de Mecklembourg, au nord-est de l'actuelle Allemagne. Sa capitale est Liubice (« aimée »), l'actuelle Lübeck. 
C'est la branche septentrionale d'un ensemble plus vaste de slaves occidentaux comprenant aussi les Ostrobodites (en allemand : Ostabodriten) présents en Europe centrale. 
À partir de 1147, les Abodrites, alors fidèles à la mythologie slave, deviennent la cible de croisades avant d'être intégrés au Saint-Empire romain germanique en 1164 : une partie est germanisée, une autre part vers le sud-est et sera intégrée au royaume de Pologne à l'époque de la dynastie des Piast.
La confédération abodrite est composée de trois tribus principales : les Wagriens, les Polabes et les Abodrites proprement-dits. Elle est gouvernée par un roi, mais les familles nobles ont un pouvoir très important. Le pays des Abodrites est considéré comme l'une des Esclavonies de cette période.

## Histoire

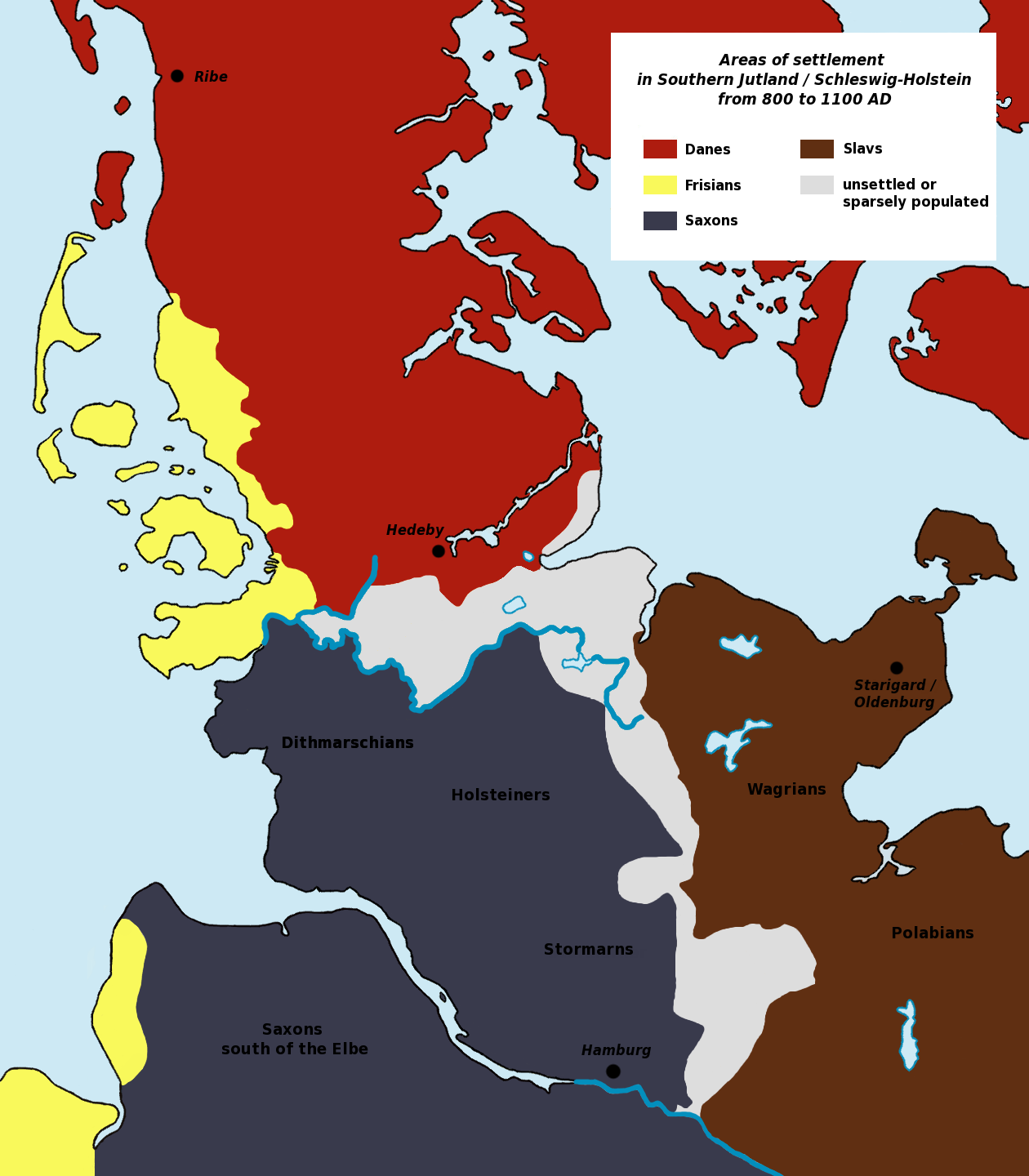
Les peuples présents dans la région du Schleswig-Holstein entre les. Les Abodrites, peuple slave, sont représentés en marron.

Au cours du IXe siècle, les Abodrites se rapprochent des rois danois avec qui ils contractent des mariages. En 967, Otton Ier du Saint-Empire établit un évêché missionnaire à Oldenbourg sous l'autorité de l’archevêché de Hambourg-Brême. Accepté dans les milieux dirigeants, le christianisme peine à convaincre le peuple et plusieurs révoltes païennes ont lieu, au cours desquelles des églises sont brûlées et des prêtres tués. Vers 1120, l'archevêque Adalbert de Brême intensifie les efforts missionnaires, mais, craignant les troubles, les princes abodrites décident d'interdire les missions.
Au cours de la deuxième croisade, à l'appel de Bernard de Clairvaux et du pape Eugène III, des croisés saxons et danois guerroient, sous le commandement de Henri le Lion, contre les adeptes des divinités slaves, dont les Abodrites, mais sont repoussés. En 1159, le roi Valdemar Ier de Danemark demande à Henri le Lion d'intervenir car les Abodrites et Pomoranes (« proches de la mer » en slave) pillent régulièrement le littoral de son royaume. Henri déclare donc la guerre aux Abodrites et entreprend la conquête de leurs territoires.

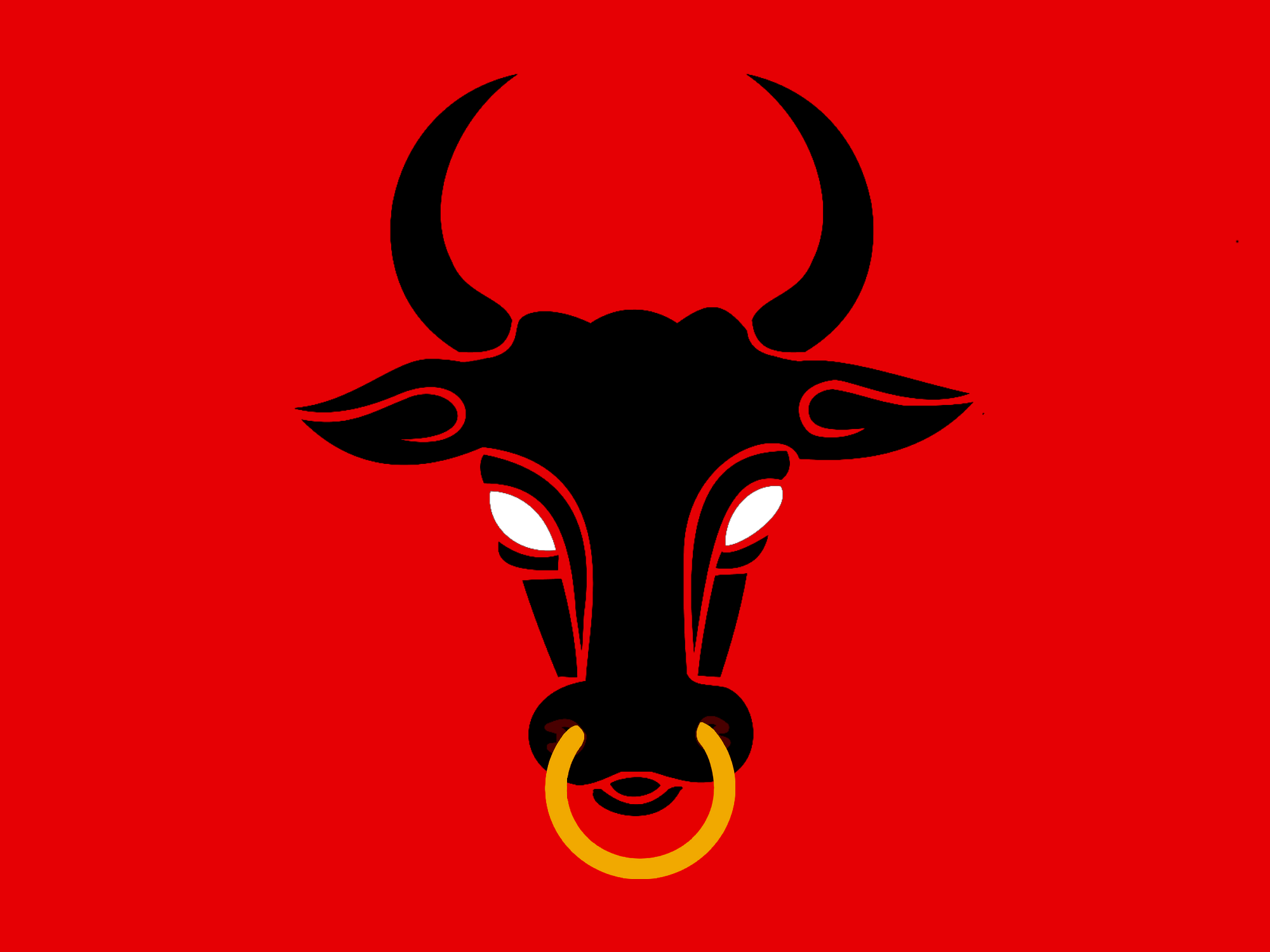
Tête d'aurochs du drapeau supposé des Abodrites et autres Wendes (slaves) du nord de l'Allemagne actuelle.

En 1164, Pribislav Ier, fils du dernier roi des Abodrites Niklot, est défait par la coalition que dirige Henri et doit en reconnaître la suzeraineté. La région est dès lors intégrée au Saint-Empire romain germanique. Les terres auparavant contrôlées par Niklot, excepté le comté de Schwerin, sont ensuite données en fief à Pribislav et forment le noyau de ce qui deviendra le duché de Mecklembourg.
À cette époque, l'abondance des bancs de harengs dans la Baltique permet un développement économique considérable. L'activité maritime se développe dans un cadre commercial prospère, allant de pair avec la christianisation, la germanisation et l'adoption du droit germanique. Cela attire marins et marchands. Les joupans (« maîtres de la terre » en langue slave, autrement dit nobles) abodrites qui refusent cette évolution partent vers le royaume de Pologne en formation et deviennent vassaux de la dynastie des Piast. La langue abodrite perdure, dans certains villages, jusqu'à la fin du XVe siècle. L'ancienne capitale abodrite Liubice (« bien-aimée ») devient Lübeck, capitale de la Hanse.

### Souverains des Abodrites
- 954-965/967 : Nakon

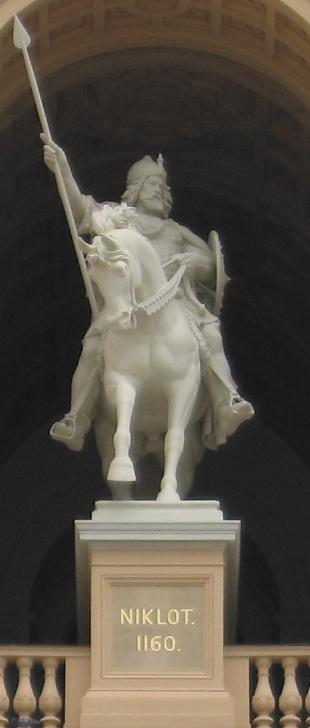
Niklot (1090 – 1160), dernier roi des Abodrites.

- 954-955 : Stogniev, son frère associé
- 965/967-995 : Mistivoï (Mistui), fils de Nakon
- 990-995 : Mstidrag (Mstidraag, Mitzudrag ou Mizzidrog), fils de Nakon
- 995-1019 : Mstislav (Mistislav, Mstislaw ou Missizla), fils de Mistui
- 1020-1028 : Uto, fils de Mistui
- 1028-1042 : Ratibor, usurpateur
- 1042-1043 : deux Voïvodes, fils anonymes du précédent
- 1044-1066 : Bogsota, devenu Saint Gottschalk, fils de Uto
- 1066-1067 : Blusso, époux d'une sœur du précédent
- 1067-1075 : Budivoï (Buthue), fils de Gottschalk
- 1072-1093 : Kruto, usurpateur
- 1093-1127 : Henri, fils de Gottschalk, vassal du duc de Saxe
- 1127-1128 : Svatoplok (Sventopolk ou Zventipolk) son fils
- 1128-1128 : Knut, fils de Henri
- 1128-1129 : Tsvinik (Swineke), fils de Sventopolk
- 1129-1131 : Knud Lavard
- 1131-1139/1156 : Pribislav « neveu de Henri » , peut-être fils de Budivoï (?), chez les Wagriens
- 1131-1160 : Niklot seigneur de Schwerin, fondateur de la Maison de Mecklembourg.